# Пентас
Пентас (Pentas) — рід квіткових рослин у родині Маренові (Rubiaceae). Зустрічається в тропічній і південній Африці, на Коморських островах, Мадагаскарі та Аравійському півострові.
Рослини мають волохате зелене листя й грона квітів червоних, білих, рожевих і фіолетових відтінків. Пентас привабливі для метеликів та колібрі. Деякі види зазвичай культивуються, і їх можна вирощувати в горщиках та кошиках. Такі види, як Pentas lanceolata, витримують повне сонячне світло й майже не потребують догляду, росте навіть у сухих і жарких місцях.

## Види
- Pentas angustifolia (A.Rich.) Verdc.
- Pentas arvensis Hiern
- Pentas caffensis Chiov.
- Pentas cleistostoma K.Schum.
- Pentas glabrescens Baker
- Pentas herbacea (Hiern) K.Schum.
- Pentas lanceolata (Forssk.) Deflers — Egyptian starcluster
- Pentas micrantha Baker
- Pentas nervosa Hepper
- Pentas pauciflora Baker
- Pentas pubiflora S.Moore
- Pentas purpurea Oliv.
- Pentas purseglovei Verdc.
- Pentas suswaensis Verdc.
- Pentas tibestica Quézel
- Pentas zanzibarica (Klotzsch) Vatke